# 埃尔蓬特达尔门特拉
埃尔蓬特达尔门特拉，是西班牙加泰罗尼亚塔拉戈纳省的一个市镇。总面积22平方公里，总人口527人（2001年），人口密度24人/平方公里。